# Президентски избори във Венецуела (2013)
Президентските избори във Венецуела от 14 април 2013 г. се провеждат след смъртта на президента Уго Чавес на 5 март 2013 г. Избирателите дават предимство на Николас Мадуро, действащ президент след Чавес, и той печели с малка разлика. Опонентът му, Енрик Каприлес Радонски, е бивш управител на Миранда. Каприлес е участник в изборите преди една година, и губи от Чавес с 11 пункта. Този път победата е още по-фина, с разлика 1,49 процента, което я прави най-драматичната победа след изборите от 1968 година.
Каприлс отказва да приеме резултата от изборите, твърдейки, че са допуснати неточности. От друга страна, изборният съвет прави одит на случайни 54% от гласовете, прие което електронните данни се сравняват с хартиените бюлетини. Проблеми не са забелязани. Каприлс отначало настоява за одит на останалите 46% от гласовете. Изборният съвет се съгласява да направи одит, което да направи през май. По-късно Каприлес променя мнението си, като настоява за пълен одит на изборните регистри (с установяване на всички пръстови и подписни отпечатъци), и нарича одитния процес „шега“, след декларацията на изборния съвет, че това е „невъзможно“, и ще отнеме „години“. На 12 юни 2013 г. резултатите от одитния процес са обявени. Националният изборен съвет (CNE) не открива неточности в първичните резултати, и победата на Мадуро е потвърдена.
Мадуро полага клетва като нов президент на 19 април, като Върховният съд отхвърля искането на Каприлес от 7 август 2013 г.